# Élections législatives de 1906 dans les Deux-Sèvres
Les élections législatives de 1906 dans les Deux-Sèvres ont eu lieu les 6 et 20 mai.

## Députés élus
|   | Circonscription | Député sortant               |  | Groupe parlementaire | Député élu                 |  | Groupe parlementaire |
| - | --------------- | ---------------------------- |  | -------------------- | -------------------------- |  | -------------------- |
| 1 | Bressuire       | Henry Savary de Beauregard   |  | Action libérale      | Henry Savary de Beauregard |  | Action libérale      |
| 2 | Melle           | Ferdinand Rougier            |  | Gauche radicale      | Ferdinand Rougier          |  | Gauche radicale      |
| 3 | 1re de Niort    | Guy Disleau                  |  | Union démocratique   | Guy Disleau                |  | Union démocratique   |
| 4 | 2e de Niort     | Hippolyte Gentil             |  | Gauche radicale      | Hippolyte Gentil           |  | Gauche radicale      |
| 5 | Parthenay       | Robert de Maussabré-Beufvier |  | Action libérale      | Louis Demellier            |  | Gauche radicale      |

## Résultats à l'échelle du département
| Partis         | Partis                                           | Premier tour | Premier tour | Deuxième tour | Deuxième tour | Sièges |
| Partis         | Partis                                           | Voix         | %            | Voix          | %             | Sièges |
| -------------- | ------------------------------------------------ | ------------ | ------------ | ------------- | ------------- | ------ |
|                | Action libérale populaire                        | 32 482       | 37,35        | 598           | 7,22          | 1      |
|                | Radicaux indépendants                            | 29 687       | 34,13        | 6 829         | 82,47         | 3      |
|                | Alliance républicaine démocratique               | 14 570       | 16,75        |               |               | 1      |
|                | Parti républicain, radical et radical-socialiste | 6 442        | 7,41         | 0             |               |        |
|                | Section française de l'Internationale ouvrière   | 3 751        | 4,31         | 854           | 10,31         | 0      |
|                | Divers                                           | 46           | 0,05         |               |               | 0      |
|                |                                                  |              |              |               |               |        |
| Inscrits       | Inscrits                                         | 112 068      | 100,00       | 15 451        | 100,00        | 5      |
| Votants        | Votants                                          | 91 530       | 81,67        | 9 020         | 58,38         |        |
| Abstentions    | Abstentions                                      | 20 538       | 18,33        | 6 431         | 41,62         |        |
| Blancs et nuls | Blancs et nuls                                   | 3 361        | 4,97         | 739           | 8,19          |        |
| Exprimés       | Exprimés                                         | 86 978       | 95,03        | 8 281         | 91,81         |        |

## Résultats par arrondissement

### Arrondissement de Bressuire
| Candidat       | Candidat                   | Parti          | Premier tour | Premier tour |
| Candidat       | Candidat                   | Parti          | Voix         | %            |
| -------------- | -------------------------- | -------------- | ------------ | ------------ |
|                | Henry Savary de Beauregard | ALP            | 14 490       | 69,22        |
|                | Eugène Thébault            | PRRRS          | 6 442        | 30,78        |
|                |                            |                |              |              |
| Inscrits       | Inscrits                   | Inscrits       | 27 452       | 100,00       |
| Votants        | Votants                    | Votants        | 22 068       | 80,39        |
| Abstention     | Abstention                 | Abstention     | 5 384        | 19,61        |
| Blancs et nuls | Blancs et nuls             | Blancs et nuls | 1 136        | 5,15         |
| Exprimés       | Exprimés                   | Exprimés       | 20 932       | 94,85        |

### Arrondissement de Melle
| Candidat       | Candidat          | Parti               | Premier tour | Premier tour |
| Candidat       | Candidat          | Parti               | Voix         | %            |
| -------------- | ----------------- | ------------------- | ------------ | ------------ |
|                | Ferdinand Rougier | Radical indépendant | 12 606       | 64,74        |
|                | Nicolle           | ALP                 | 3 479        | 17,87        |
|                | Paul Condé        | ARD                 | 3 387        | 17,39        |
|                |                   |                     |              |              |
| Inscrits       | Inscrits          | Inscrits            | 23 743       | 100,00       |
| Votants        | Votants           | Votants             | 19 737       | 83,13        |
| Abstention     | Abstention        | Abstention          | 4 006        | 16,87        |
| Blancs et nuls | Blancs et nuls    | Blancs et nuls      | 265          | 1,34         |
| Exprimés       | Exprimés          | Exprimés            | 19 472       | 98,66        |

### Arrondissement de Niort

#### 1recirconscription
| Candidat       | Candidat       | Parti          | Premier tour | Premier tour |
| Candidat       | Candidat       | Parti          | Voix         | %            |
| -------------- | -------------- | -------------- | ------------ | ------------ |
|                | Guy Disleau    | ARD            | 11 183       | 99,59        |
|                | Antomachi      | Divers         | 46           | 0,41         |
|                |                |                |              |              |
| Inscrits       | Inscrits       | Inscrits       | 19 455       | 100,00       |
| Votants        | Votants        | Votants        | 14 100       | 72,47        |
| Abstention     | Abstention     | Abstention     | 5 355        | 27,53        |
| Blancs et nuls | Blancs et nuls | Blancs et nuls | 2 871        | 20,34        |
| Exprimés       | Exprimés       | Exprimés       | 11 229       | 79,64        |

#### 2ecirconscription
| Candidat       | Candidat          | Parti               | Premier tour | Premier tour | Deuxième tour | Deuxième tour |
| Candidat       | Candidat          | Parti               | Voix         | %            | Voix          | %             |
| -------------- | ----------------- | ------------------- | ------------ | ------------ | ------------- | ------------- |
|                | Hippolyte Gentil  | Radical indépendant | 5 105        | 40,57        | 6 829         | 82,47         |
|                | Henri de la Porte | SFIO                | 3 751        | 29,81        | 854           | 10,31         |
|                | René Petiet       | ALP                 | 3 728        | 29,62        | 598           | 7,22          |
|                |                   |                     |              |              |               |               |
| Inscrits       | Inscrits          | Inscrits            | 15 451       | 100,00       | 15 451        | 100,00        |
| Votants        | Votants           | Votants             | 12 711       | 82,27        | 9 020         | 58,38         |
| Abstention     | Abstention        | Abstention          | 2 740        | 17,73        | 6 431         | 41,62         |
| Blancs et nuls | Blancs et nuls    | Blancs et nuls      | 127          | 1,00         | 739           | 8,19          |
| Exprimés       | Exprimés          | Exprimés            | 12 584       | 99,00        | 8 281         | 91,81         |

### Arrondissement de Parthenay
| Candidat       | Candidat                     | Parti               | Premier tour | Premier tour |
| Candidat       | Candidat                     | Parti               | Voix         | %            |
| -------------- | ---------------------------- | ------------------- | ------------ | ------------ |
|                | Louis Demellier              | Radical indépendant | 11 976       | 52,62        |
|                | Robert de Maussabré-Beufvier | ALP                 | 10 785       | 47,38        |
|                |                              |                     |              |              |
| Inscrits       | Inscrits                     | Inscrits            | 25 967       | 100,00       |
| Votants        | Votants                      | Votants             | 22 914       | 88,24        |
| Abstention     | Abstention                   | Abstention          | 3 053        | 11,76        |
| Blancs et nuls | Blancs et nuls               | Blancs et nuls      | 153          | 0,67         |
| Exprimés       | Exprimés                     | Exprimés            | 22 761       | 99,33        |